# Constituições sinodais
Constituições Sinodais eram peças de legislação eclesial derivadas do Concílio de Trento, produzidas por sínodos diocesanos. 

## História
Acolhidas em Portugal, em 1564, as resoluções do Concílio de Trento (1545-1563) determinavam que competia às autoridades episcopais a adaptação do vasto projeto reformador às condições de cada localidade, e que, para tanto, deveriam ser realizados sínodos diocesanos nos bispados ou arcebispados, reunindo bispos das dioceses próximas, dos quais resultasse a elaboração de "constituições".
No Brasil Colonial, as primeiras tentativas de promulgar constituições sinodais remontam aos bispos da Bahia, D. Pedro Leitão (1559-1573) e D. Constantino Barradas (1603-1618), respectivamente.
As normas originadas de tais sínodos nunca chegaram a ser impressas e tiveram uma aplicação bastante restrita, logo caindo em desuso. Diante disso, os representantes da igreja na América Portuguesa viram-se, durante anos, na contingência de se orientarem pelas Constituições do Arcebispado de Lisboa, adequando suas disposições às peculiaridades  coloniais, através de decisões e práticas informais .
Foi somente em junho de 1707 que um novo sínodo diocesano realizou-se na Bahia, convocado por D. Sebastião Monteiro da Vide (1702-1722), com a presença apenas do bispo sufragâneo (ou seja, hierarquicamente vinculado) de Angola, posto que os demais bispos _ do Rio de Janeiro, de Olinda e de São Tomé _ não compareceram.
Fruto dessa iniciativa, as Constituições Primeiras do Arcebispado da Bahia foram publicadas numa carta pastoral de 21 de julho de 1707, e posteriormente impressas em Lisboa, no ano de 1719. Embora tivessem em conta apenas a arquidiocese baiana, suas normas expandiram-se para as demais dioceses sufragâneas da Bahia, vigorando como principal legislação eclesiástica no Brasil Colonial.